# Casa-fàbrica Torner
La casa-fàbrica Torner era un conjunt d'edificis al carrer de la Reina Amàlia, 20-22 del barri de Raval de Barcelona, actualment desapareguts.

## Història
L'agost del 1833, l'hortolà Francesc d'Assís Fusté i Comellas va establir en emfiteusi al fabricant d'indianes Joan Calafell i Altabàs un hort a l'Horta superior de Sant Pau del Camp, afectat per l'obertura del nou carrer de la Reina Amàlia. Just un any més tard, l'agost del 1834, Calafell en va subestablir una part al mestre de cases Jacint Torner i Batllori, que tot seguit va demanar permís per a construir-hi un edifici de planta baixa, entresol i quatre pisos (núm. 22), segons el projecte de l'arquitecte Ramon Molet.
Poc després, Torner va vendre al sabater Jaume Turell la resta del terreny, on aquest va fer construir una altra casa-fàbrica amb una «quadra» al fons de la parcel·la (núm. 20). Per a poder pagar les obres, l'any següent va vendre l'edifici al paleta de Sarrià Francesc Mombrú i Colom per 5.800 lliures. El 1844, Mombrú va establir en emfiteusi la «quadra» a Torner, que va demanar permís per a instal·lar-hi una màquina de vapor de 25 CV, segons els plànols de l’arquitecte Josep Buxareu. Finalment, el 1855, la vídua Antònia Turell i el seu fill Pere Mombrú i Turell li van establir en emfiteusi la casa del núm. 20.

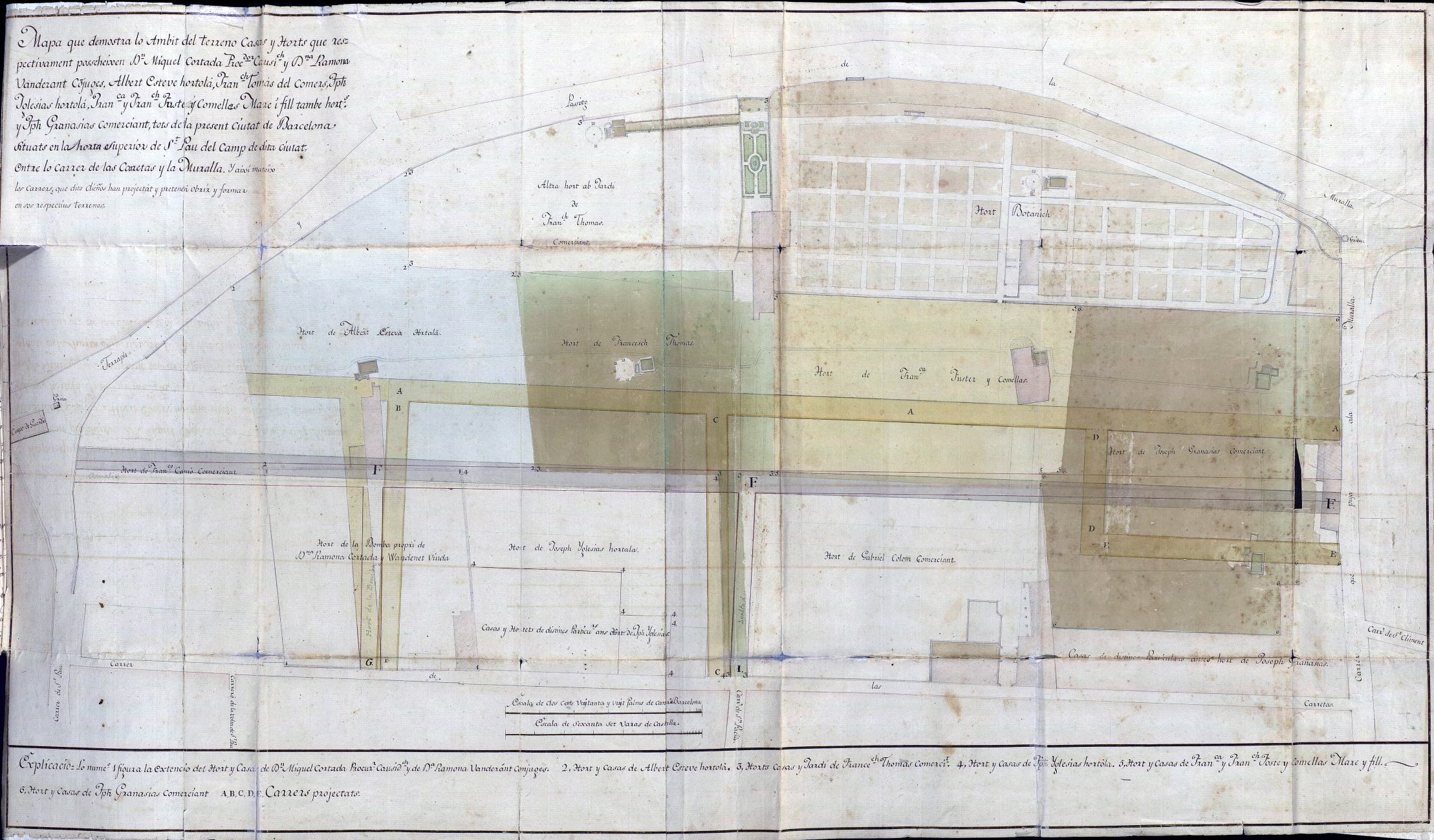
Projecte d'obertura dels carrers de la Reina Amàlia, Lleialtat i Hort de la Bomba (1807). S'hi pot llegir «Hort de Fran^{ch} Fuster y Comellas»

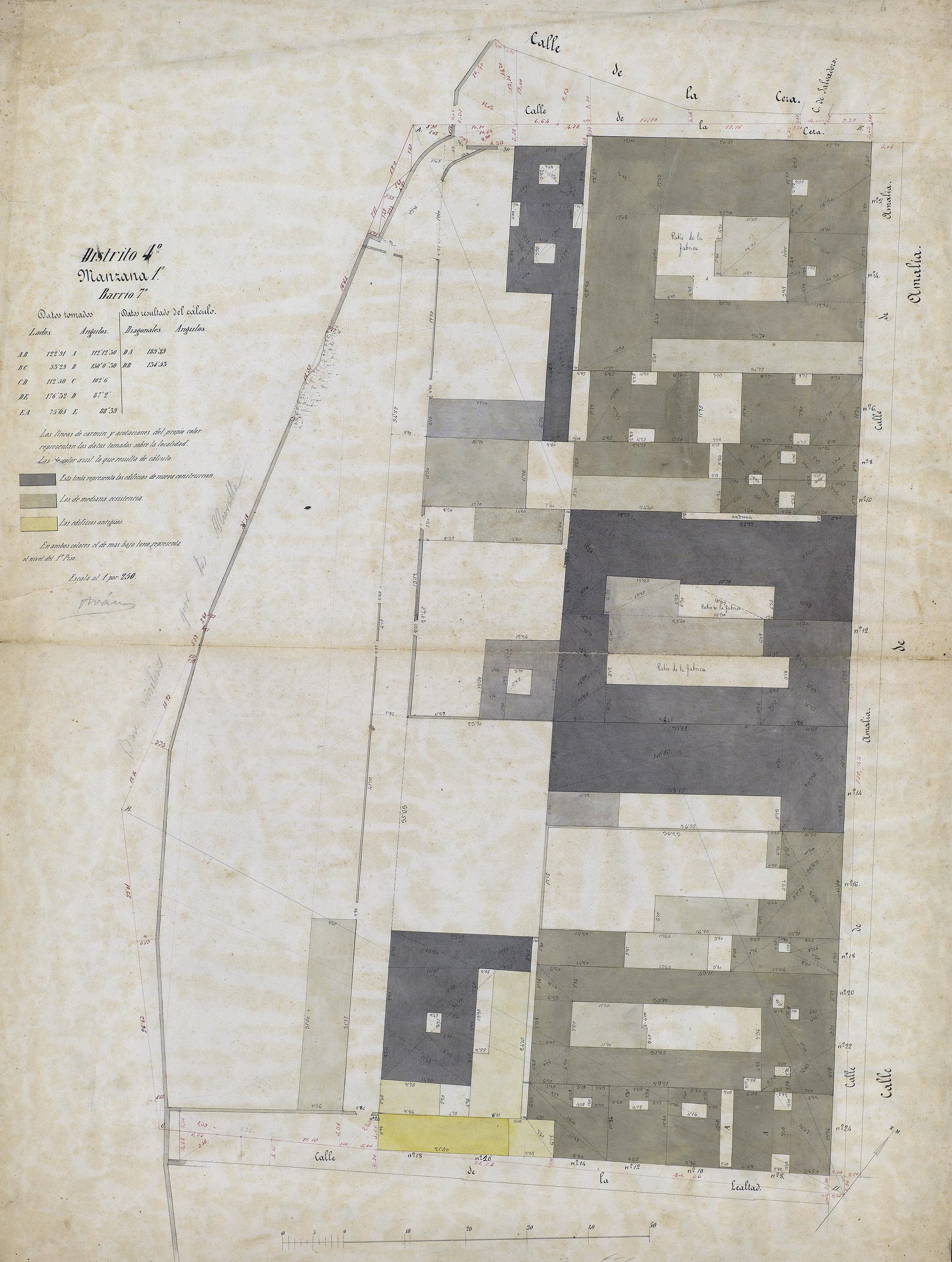
Quarteró núm. 102 de Garriga i Roca (c. 1860)

El 1857 hi havia la fàbrica de cardes de Pasqual Fernández i les de filats de Jaume Sapera i Cia i Antoni Soler i Cia. Aquesta darrera encara hi era el 1863, compartint les instal·lacions amb Alier, Burrull i Cia i Francesc Vallès i Pla.
Jacint Torner va morir el 1864, i el 1868, els seus hereus van presentar una sol·licitud per a legalitzar-hi dues calderes de vapor de 35 i 25 CV, segons els plànols de l'enginyer Vicenç Torner i Feliu. El 1872, els germans Vicenç i Rosa Torner i Feliu van vendre la màquina de vapor de 35 CV a Ignasi Carsí i Badia per 18.500 pessetes.
Segons recull la tradició oral, a causa de l’explosió de les calderes i consegüent incendi de la «quadra» del núm. 20, aquesta va quedar malmesa i en estat ruïnós. Finalment, l'edifici va ser enderrocat a la dècada del 1990, substituït per una nova promoció d’habitatges.